# 하수 (전한)
하수(何壽, ? ~ ?)는 전한 후기의 관료로, 우부풍 평릉현(平陵縣) 사람이다. 정위정(廷尉正) 하비간의 아들이다.

## 행적
촉군태수 시절, 군리(郡吏) 하무(何武)가 재상의 자질이 있다고 여겼고 또 성씨가 같았기 때문에 그를 잘 대해주었다.
하수가 대사농을 지내고 있었을 때, 양주자사가 된 하무가 황제를 알현할 일이 있어 장안으로 올라왔다. 여강장사인 하수의 조카도 마침 장안에 있었고, 이에 하수는 하무의 동생 하현(何顯)과 예전에 알고 지내던 양복중(楊覆衆)을 불러 조카를 데리고 함께 먹고 마셨다. 술잔이 돌고, 하수는 사람들에게 조카를 소개하며 일부러 이렇게 말하였다.
| “ | 이 아이는 양주의 장사로써 자질이 부족해서 아직 발탁되지 못했습니다. | ” |

하현과 양복중은 하무에게 이 말을 전하였다. 하무는 관리 임용에 사사로움이 개입되어서는 안 된다며 거절하였지만, 하현 등이 강권하니 어쩔 수 없이 하무의 조카를 만나보았다. 이후 그를 위하여 손을 써 주었고, 그 해에 여강태수가 하수의 조카를 조정에 천거하였다.
아들 하현(何顯)은 경보도위(京輔都尉)를, 손자 하언(何鄢)은 광록대부(光祿大夫)를 지냈다.

## 출전
- 반고, 《한서》 권19하 백관공경표 下 · 권86 하무왕가사단전
- 저자 미상, 《하씨가전》 [범엽, 《후한서》 권43 주악하열전 이현주(李賢注)에 인용]
- 진종 外, 《동관한기》 [위와 같음]